# Friedrich Kraus (Politiker)
Friedrich Kraus (* 26. Oktober 1903 in Barmen; † 21. Februar 1969 in Wuppertal) war ein deutscher Politiker der SPD.

## Leben und Beruf
Nach dem Abschluss der Volksschule absolvierte Kraus eine Lehre zum Modellschreiner auf der Kunst- und Gewerbeschule in Barmen. Seither arbeitete er in diesem Beruf. In den 1950er Jahren wurde er zum Betriebsratsvorsitzenden in seinem Betrieb gewählt. Gleichzeitig war er auch Vorsitzender der IG Metall in Wuppertal. Später wirkte er als Geschäftsführer der Arbeiterwohlfahrt in Wuppertal.
Seine Tochter war die nachmalige Oberbürgermeisterin der Stadt Wuppertal Ursula Kraus.

## Partei
Kraus gehörte ab 1922 der SPD an.

## Abgeordneter
Ab 1952 war Kraus Mitglied des Stadtrats von Wuppertal, wo er ab 1956 die SPD-Fraktion führte. Dem Deutschen Bundestag gehörte er von 1957 bis 1965 an.
| Personendaten    | Personendaten                  |
| ---------------- | ------------------------------ |
| NAME             | Kraus, Friedrich               |
| KURZBESCHREIBUNG | deutscher Politiker (SPD), MdB |
| GEBURTSDATUM     | 26. Oktober 1903               |
| GEBURTSORT       | Barmen                         |
| STERBEDATUM      | 21. Februar 1969               |
| STERBEORT        | Wuppertal                      |